# Roberto Lopes (voleibolista)
Roberto Lopes da Costa ( Bacabal, 6 de outubro de 1966  é  ex-voleibolista brasileiro que se destacou no vôlei de praia e entre suas conquistas importantes está a medalha de bronze obtida no  Pan de Winnipeg 1999, além disso disputou uma edição dos Jogos Olímpicos de Verão, entrou para história ao conquistar o título do Circuito Mundial de 1993, interrompendo a hegemonia norte-americana que durava há quatro temporadas e foi bicampeão do Circuito Mundial em 1995.Em 1998 pela AVP  foi eleito o Melhor Jogador Defensivo do ano.

## Carreira
Saiu de sua cidade natal para morar em Fortaleza com sua a família  quando tinha apenas aos 12 anos de idade, apaixonado por  , não demorou muito a trocar o salão pelas quadras de vôlei a convite do irmão e em torno de 15 a 17 anos de idade já integrava o time infanto-juvenil (15 a 17 anos) da AABB, ainda defendeu cinco times , entre eles o Náutico, até trocar o voleibol indoor pelas areias e não dmeorou muito já disputava  o Circuito Mundial em 1990.
Formando dupla com Franco Neto,  Roberto conquistou três bronzes nos Abertos de  Sydney, Sète e Rio de Janeiro, respectivamente e a quinta colocação nos Abertos de Lignano, Enoshima e Rio de janeiro, resultados obtidos no Circuito Mundial 1987-91
Na temporada 1991-92, com mesmo parceiro,  subiu ao pódio apenas nos Abertos de Sydney terminando na terceira colocação e ainda ficou em sétimo lugar no Aberto do Rio de Janeiro.Na temporada 1992-93 terminou em quarto no Aberto do Rio de Janeiro.
A temporada 1993-94 é repleta de pódio, dois ouros nos Abertos de Enoshima e Rio de Janeiro, respectivamente, uma prata nos Aberto de Miami, temporada que ainda fez dupla com Franco. Conquistaram o título do Circuito Mundial de 1993 desbancando os norte-americanos Sinjin Smith e Randy Stoklos, tetracampeões do Circuito Mundial, quebrando uma supremacia  entrando assim para história.
Nas competições pelo Circuito Mundial de 1994-95 formou dupla com Paulão, com o qual obteve dois ouros nos Abertos de Enoshima e Carolina, respectivamente e voltando com seu parceiro Franco, conquistou a etapa do Aberto de Fortaleza e o bronze no Aberto do Rio de Janeiro.
No Circuito Mundial de 1995-96 conquistou ouro em oito etapas, nos Abertos de: Marbella,  Clearwater, Pusan, Enoshima, Espinho, La Baule, Fortaleza e Rio de Janeiro; enquanto as etapas prateadas ocorreu nos Abertos de Berlim e Bali;bronze deu-se nos Abertos de Lignano e Tenerife e ainda ficou em quinto lugar nos Abertos de Marseille, Hermosa e Ostende, complementando um sétimo lugar no Aberto da Carolina.
Na temporada 1996  ao lado de Franco, Roberto Lopes conquista apenas dois ouros na Etapa Mundial de Marseille e Jacarta; duas pratas nas etapas de Marbella e Hermosa; quarto lugar na etapa de Alanya e também em Carolina; sétimo lugar com Franco  na etapa de João Pessoa e ao lado de Eduardo Garrido  na etapa de Tenerife.Ainda somou pontos com o nono lugar, no Grand Slam de Pornichet e Espinho, além das etapas de Lignano e Fortaleza. Neste ano disputou sua primeira edição de Olimpíada de Atlanta de 1996, como favoritos a conquista da medalha olímpica, decepcionaram terminando apenas na nona colocação geral.
Em 1997 não foi uma boa temporada para dupla Franco e Roberto, conquistaram apenas um pódio com a prata do Grand Slam de Espinho; quarto lugar nos Abertos de Lignano e Alanya, respectivamente; quinto lugar nos Abertos de Marseille e Fortaleza, respectivamente.Ficaram ainda na nona colocação no Grand Slam do Rio de Janeiro, décimo sétimo lugar no Aberto de Berlim e o trigésimo  terceiro lugar no Aberto de Tenerife, não pontuando no Abertos de Klagenfurt e Ostende. No Campeonato Mundial de Vôlei de Praia de 1997, ocorrido em Los Angeles, este jogando ao lado de Franco, terminou na nona posição.
Jogando ao lado de Franco, conquistaram uma prata no Aberto de Vitória e um bronze no Aberto do Rio de Janeiro, ambas na temporada de 1998 pela FIVB. Neste mesmo ano dedicou-se  mais as competições pela AVP Pro Beach Tour, ou seja, circuito da AVP (Associação de Vôlei Profissional Americana), quando ao lado de Franco foram medalha de prata Na etapa de Daytona Beach, Cleveland, Minneapolis, bronze Cincinnati, Milwaukee, Atlanta e Hermosa beach;  demais resultados foram: quinto lugar, sétimo lugar e nono lugar, e os resultados mais negativos foram três vezes o décimo sétimo lugar.
Já na temporada 1999 teve como melhores resultado no Circuito Mundial: o bronze no Aberto de Vitória e o obtido na etapa Challenger de Winnipeg, ainda somaram pontos com o décimo sétimo lugar  no Aberto de Toronto, mas não somaram com o trigésimo terceiro lugar nos Aberto s de Mar del Plata, Lignano.No  Campeonato Mundial de Vôlei de Praia de 1999 sediado em Marseille, não tiveram um bom desempenho terminando apenas na trigésima terceira posição, sem pontuar no Circuito Mundial de 1999.Jogando pelo Circuito da AVP Foi prata na etapa de Chicago e nono lugar em Belmar, Hermosa Beach e Clearwater.
Na jornada de 2000, Roberto só conseguiu apenas um pódio ao lado de Franco, foi com o bronze no Aberto de Macau. Com Franco foi quarto lugar no Aberto de Mar del Plata, décimo terceiro colocados no Aberto do Guarujá e no Grand Slam de Chicago, ainda obtiveram a trigésima terceira colocação  nos Abertos de Rosarito e Vitória, sem somar pontos nestas ocasiões. Formou dupla com Pará somando pontos com o sétimo lugar nos Abertos de Stavanger e Lignano, com o vigésimo quinto lugar no Aberto de Marseille e com a décima terceira posição do Aberto de Espinho.
Na temporada 2001 continuo a parceria com Franco,  subindo ao pódio apenas na conquista do bronze do Aberto de Mallorca, ficou na quinta colocação no Aberto de Vitória, na sétima posição no Aberto de Ostende e Lignano, não pontuaram no Aberto de Espinho, quando ocuparam a trigésima terceira posição, terminaram na décima sétima posição no Grand Slam de Marseille e Aberto de Stavanger.
No Circuito  Mundial de 2002, não subiu ao pódio em nenhuma etapa, terminaram em quarto lugar no Aberto de Gstaad e quinto lugar no Grand Slam de Klagenfurt. Também nesta temporada terminou em nono lugar nos Abertos de Fortaleza, Cadiz e Berlim, assim como o décimo sétimo lugar no Aberto de Espinho, e a vigésima quinta colocação nos Abertos de Montreal e Stavanger, mesma colocação no Grand Slam de Marseille.
Em 2004 jogou ao  lado de Luizão no Aberto de Salvador não pontuando e nem classificando.Em 2006 voltou ao Circuito Mundial jogando ao lado  de Pedro Solberg, não classificados  no Grand Slam de Stavanger e nos Abertos de Espinho e Roseto degli Abruzzi.
E teve melhor resultado a quarta colocação no Aberto de Zagreb. Além destes resultados obteve o décimo terceiro lugar no Aberto de Xangai e o décimo sétimo no Grand Slam de Gstaad.Em 2007  Jogou ao lado de Fábio Guerra quando no Aberto de Fortaleza, não ficaram classificados, e conquistaram a prata na etapa Satélite de Lausanne.
Formado em Educação Física, se aposentou em 2008, após  disputar 106 competições internacionais e formar dupla durante 15 anos com Franco amigos do tempo de escola e se tornaram amigos do esporte. Casado com Luciana, pai dos gêmeos Ricardo e Roberto Filho. Após aposentadoria  das areais, Roberto mantve contato ainda com ao modalidade  bater bola eventualmente com seus filhos e trabalhou auxiliar técnico da seleção brasileira sub-19 e sub-21 em 2010 . Montou  em Fortaleza um centro de treinamento em parceria com uma instituição de ensino e a Federação Cearense de vôlei, tendo que se afastar por ser um manager da Fifa para as obras do Castelão e as competições  antes da Copa do Mundo.

## Títulos e Resultados
- 1993- Campeão do Circuito Mundial de Vôlei de Praia[2][6].
- 1994- 3º Lugar  do Circuito Mundial de Vôlei de Praia[2][6]
- 1995- Campeão do Circuito Mundial de Vôlei de Praia[2]
- 1996- 9º Lugar da Olimpíada (Atlanta,  Estados Unidos)[1][4]
- 1996- 12º Lugar do Circuito Mundial de Vôlei de Praia[6]
- 1997- 9º Lugar do Campeonato Mundial de Vôlei de Praia (Los Angeles,  Estados Unidos)[4]
- 1997- 11º Lugar do Circuito Mundial de Vôlei de Praia[6]
- 1998- 57º Lugar do Circuito Mundial de Vôlei de Praia[5].
- 1999- 71º Lugar do Circuito Mundial de Vôlei de Praia[5].
- 1999- 33º Lugar do Campeonato Mundial de Vôlei de Praia (Marseille,  França)[4]
- 2000- 33º Lugar do Circuito Mundial de Vôlei de Praia[5].
- 2001- 30º Lugar do Circuito Mundial de Vôlei de Praia[5].
- 2002- 31º Lugar do Circuito Mundial de Vôlei de Praia[5].
- 2006- 83º Lugar do Circuito Mundial de Vôlei de Praia[5].
- 2007- 74º Lugar do Circuito Mundial de Vôlei de Praia[5].

## Premiações Individuais
- 1998- Melhor Jogador Defensivo (AVP)[2]

## Ligações Externas
- Perfil Roberto Lopes(en)